# Far Cry 4
Far Cry 4 és un joc d'acció i aventura en primera persona/món obert desenvolupat per Ubisoft Montreal en conjunt amb Ubisoft Red Storm, Ubisoft Toronto, Ubisoft Shanghai i Ubisoft Kiev i distribuït per Ubisoft. La seva data de sortida va ser el 18 de novembre de 2014 per a PlayStation 4, PlayStation 3, Xbox One, Xbox 360 i per a Windows.

## Sinopsi
El joc passa en una regió fictícia de l'Himalaia anomenada Kyrat. El personatge principal del joc és Ajay Ghale, un noi estatunidenc que viatja a Kyrat per a complir l'últim desig de la seva mare Ishwari Ghale, qui vol que les seves cendres siguin tornades junt a Lakshmana, la filla assassinada de Ishwari i Pagan Min. Arribant a Kyrat, la caravana on anava Ajay Ghale és interceptada per l'exèrcit kyratí i Pagan Min en persona, el rei tirà de Kyrat. Després d'haver sigut segrestat i d'un incòmode menjar amb Pagan Min, De Pleur i Darpan (qui també anava amb Ajay en la caravana), Ajay aprofita per escapar-se del palau de Pagan Min mentre Pagan Min s'anava a una altra habitació per parlar amb telèfon i mentre De Pleur estava torturant a Darpan per sostreure informació sobre la Senda Dorada. Ajay Ghale aconsegueix escapar gràcies a Sabal, que se'l va trobar mentre atacaven el palau. A partir d'aquell moment Ajay es veu envoltat en un caos i guerres amb l'exèrcit, acompanyat de la Senda Dorada, una causa rebel fundada pel seu pare, Mohan Ghale, que planeja derrocar el règim del vil Pagan Min i els seus aliats. Això també permetrà que Ajay pugui complir l'últim desig de la seva mare.

## Personatges
- Ajay Ghale (controlat pel jugador)
- Pagan Min
- Sabal
- Amita
- Bhadra
- Darpan
- Ishwari Ghale
- Mohan Ghale
- Lakshmana
- Longinus
- Reggie i Yogi
- Willis Huntley
- Paul "De Pleur" Harmon
- Noore Najjar
- Yuma Lau
- Hurk
- Kalinang

Grups de persones:
- Senda Dorada
- Sherpas
- Poble de Kyrat
- Exèrcit Reial (zona Sud)
- Guàrdia Reial (zona Nord)

## Missions secundàries
- Alliberar torres: Pujar a torres de ràdio per acabar amb l'emissió de propaganda de Pagan que farà desaparèixer la boira que no et deixa veure el mapa i aconseguir armes gratis per haver alliberat unes quantes.
- Alliberar campaments: Atacar campaments ocupats per l'exèrcit perquè no hi hagi més enemics per la zona i estendre el poder de la Senda Dorada.
- Shangri-la: Pintures màgiques que et portaran al món de Shangri-la on t'encarnaràs en la pell d'un antic heroi, Kalinang, que haurà d'alliberar Shangri-la de la invasió dels dimonis amb l'ajuda d'un tigre de Bengala.
- La setmana de moda de Kyrat: Caçar animals estranys amb una arma concreta per al senyor Chiffon, ex-sastre real de Pagan Min, perquè et confeccioni l'última millora per a les teves bosses.
- “La arena de Shanath”: Consisteix a lluitar a vida o mort amb animals i rivals per aconseguir fortuna i fama.
- Carreres: Sharma Salsa et demanarà que facis carreres a contra-rellotge, amb fins cinematogràfics.
- Altres (caça, control de plagues, ull per ull, assassinat, repartiment de subministraments, desactivació de bombes, rescat d'ostatges, etc).